# Druga nogometna liga 2024-2025
La Druga nogometna liga 2024-2025, conosciuta anche come SuperSport Druga nogometna liga 2024-2025 per motivi di sponsorizzazione, ed abbreviata in 2. NL 2024-2025 (In italiano: Seconda lega calcistica 2024-25), è la 34ª edizione della terza divisione, la terza a girone unico, del campionato di calcio croato.
Questa è la terza edizione con questo nome (dal 1992 al 2022 si chiamava Treća hrvatska nogometna liga, abbreviata in 3. HNL), in seguito alla riorganizzazione del sistema calcistico in Croazia: oltre al cambio del nome, la terza divisione passa da 5 gironi di 12 o 18 squadre al girone unico da 16.

## Avvenimenti
Delle 16 squadre della stagione precedente, una è stata promossa in 1. NL e 2 sono state retrocesse in quarta divisione (3. NL).

Dalla divisione inferiore sono state promosse due squadre, mentre una è stata retrocessa dalla quella superiore, riportando così l'organico a 16 compagini.

### Formula
- Le 16 squadre disputano 30 giornate, al termine delle quali:
  - La prima classificata viene promossa in 1. NL 2025-2026.
  - La seconda classificata va allo spareggio con la penultima della 1. NL 2024-2025.
  - La terz'ultima classificata va agli spareggi con le vincitrici dei 5 gironi della 3. NL 2024-2025.
  - Le ultime due classificate retrocedono direttamente in 3. NL 2025-2026.
- Per la promozione od il mantenimento della categoria, i club devono ottenere la licenza da parte della HNS e rientrare entro i seguenti piazzamenti:[4]
  - Piazzarsi entro i primi 4 posti per fare richiesta di promozione in 1. NL 2025-2026.
  - Piazzarsi entro i primi 15 posti per fare richiesta di iscrizione alla 2. NL 2025-2026.

## Squadre partecipanti
| Squadr               | Sede                | Stadio                         | Stagione 2023-24 | Stagione 2023-24 |
| Squadr               | Sede                | Stadio                         | Pos.             | Divisione        |
| -------------------- | ------------------- | ------------------------------ | ---------------- | ---------------- |
| Solin                | Salona              | Stadion pokraj Jadra           | 12º              | 1.NL             |
| Kustošija            | Kustošija, Zagabria | Stadion NK Kustošija           | 2º               | 2. NL            |
| Mladost Ždralovi     | Ždralovi, Bjelovar  | Stadion Brdo                   | 3º               | 2. NL            |
| Radnik Križevci      | Križevci            | Gradski stadion                | 4°               | 2. NL            |
| Karlovac             | Karlovac            | Stadion Branko Čavlović-Čavlek | 5º               | 2. NL            |
| Jadran Ploče         | Porto Tolero        | Stadion Jadranovo              | 6º               | 2. NL            |
| Marsonia 1909        | Slavonski Brod      | ŠRC Stanko Vlainić-Dida        | 7º               | 2. NL            |
| Bjelovar             | Bjelovar            | Gradski stadion                | 8º               | 2. NL            |
| Dugo Selo            | Dugo Selo           | Gradski stadion                | 9º               | 2. NL            |
| Hrvatski Dragovoljac | Siget, Zagabria     | ŠNC Stjepan Spajić             | 10º              | 2. NL            |
| Hrvace               | Ervazza             | Stadion NK Hrvace              | 11º              | 2. NL            |
| Grobničan Čavle      | Zaule di Liburnia   | Stadion Mavrinci               | 12º              | 2. NL            |
| Trnje                | Trnje, Zagabria     | Stadion NK Trnje               | 13º              | 2. NL            |
| Jadran Poreč         | Parenzo             | Stadion Veli Jože              | 14º              | 2. NL            |
| Uljanik              | Pola                | ŠRC Uljanik Veruda             | 1º               | 3. NL Ovest      |
| Segesta              | Sisak               | Gradski stadion                | 1º               | 3. NL Centro     |

## Classifica
Hanno ottenuto le seguenti licenze:
- per la 1. NL 2025-26: Hrvace, Karlovac, Mladost, Solin, Bjelovar, Kustošija e Dragovoljac
- per la 2. NL 2025-26: Jadran Ploče, Radnik Križevci, Uljanik, Trnje, Segesta, Dugo Selo e Grobničan Čavle

Il Karlovac avrebbe dovuto disputare uno spareggio contro la penultima della 1. NL 2024-25 (Dugopolje), ma grazie al mancato ottenimento della licenza per le prime tre divisioni del HNK Šibenik (ultimo in HNL 2024-25), lo spareggio non si rende necessario ed il Karlovac sale in seconda divisione senza colpo ferire.
Il Marsonia 1909 non ottiene la licenza e viene retrocesso in quarta divisione. Questo permette la salvezza del Dugo Selo, mentre il Grobničan Čavle va allo spareggio contro le vincitrici dei 5 gironi della 3. NL 2024-25.
Dato che l'Halubjan Viškovo (vincitore del girone Ovest della 3. NL 2024-25) ha rinunciato alla promozione, unito al mancato ottenimento della licenza del HNK Šibenik e al fallimento del Zrinski Osječko (ultimo in 1. NL 2024-25), non si rendono necessari gli spareggi fra Grobničan Čavle e le vincitrici dei rimanenti 4 gironi della 3. NL (Lučko, Varteks, Đakovo/Croatia e Uskok Klis).
|                            | Pos. | Squadra              | Pt | G  | V  | N | P  | GF | GS | DR  |
| -------------------------- | ---- | -------------------- | -- | -- | -- | - | -- | -- | -- | --- |
|                            | 1.   | Hrvace               | 64 | 30 | 20 | 4 | 6  | 71 | 41 | +30 |
|                            | 2.   | Karlovac             | 62 | 30 | 19 | 5 | 6  | 50 | 20 | +30 |
|                            | 3.   | Jadran Ploče         | 55 | 30 | 16 | 7 | 7  | 62 | 38 | +24 |
|                            | 4.   | Mladost Ždralovi     | 55 | 30 | 16 | 7 | 7  | 55 | 32 | +23 |
|                            | 5.   | Solin                | 54 | 30 | 17 | 3 | 10 | 54 | 33 | +21 |
|                            | 6.   | Bjelovar             | 54 | 30 | 16 | 6 | 8  | 56 | 37 | +19 |
|                            | 7.   | Radnik Križevci      | 48 | 30 | 14 | 6 | 10 | 49 | 37 | +12 |
|                            | 8.   | Kustošija            | 48 | 30 | 13 | 9 | 8  | 51 | 40 | +11 |
|                            | 8.   | Uljanik Pola         | 36 | 30 | 10 | 6 | 14 | 41 | 45 | –4  |
|                            | 10.  | Trnje Zagabria       | 35 | 30 | 9  | 8 | 13 | 40 | 53 | –13 |
|                            | 11.  | Segesta              | 34 | 30 | 10 | 4 | 16 | 50 | 69 | –19 |
|                            | 12.  | Hrvatski Dragovoljac | 32 | 30 | 9  | 5 | 16 | 36 | 45 | –9  |
|                            | 13.  | Marsonia 1909        | 31 | 30 | 10 | 1 | 19 | 40 | 75 | –35 |
|                            | 14.  | Dugo Selo            | 30 | 30 | 8  | 6 | 16 | 45 | 60 | –15 |
|                            | 15.  | Grobničan Čavle      | 28 | 30 | 8  | 4 | 18 | 33 | 59 | –26 |
|                            | 16.  | Jadran Parenzo       | 12 | 30 | 3  | 3 | 24 | 25 | 74 | –49 |
| Fonte: SUPERSPORT DRUGA NL |      |                      |    |    |    |   |    |    |    |     |

Legenda:
      Promosso in 1. NL 2025-26.
  Partecipa alle qualificazioni.
      Retrocesso in 3. NL 2025-26.
      Escluso dal campionato.
Regolamento:
Tre punti a vittoria, uno a pareggio, zero a sconfitta.
In caso di arrivo di due o più squadre a pari punti, la graduatoria viene stilata secondo la classifica avulsa tra le squadre interessate; se la parità persiste si ricorre alla differenza reti.

## Risultati

### Tabellone
|                      | BJE  | D.S  | GRO  | HRC  | H.D  | PLO  | POR  | KAR  | KUS  | MAR  | MLA  | R.K  | SEG  | SOL  | TRN  | ULJ  |
| -------------------- | ---- | ---- | ---- | ---- | ---- | ---- | ---- | ---- | ---- | ---- | ---- | ---- | ---- | ---- | ---- | ---- |
| Bjelovar             | –––– | 3-2  | 1-1  | 3-2  | 1-3  | 0-0  | 7-2  | 0-1  | 3-2  | 4-0  | 3-1  | 2-1  | 2-0  | 2-0  | 2-3  | 0-0  |
| Dugo Selo            | 2-5  | –––– | 4-1  | 0-1  | 0-2  | 0-3  | 3-1  | 0-1  | 1-1  | 4-0  | 2-3  | 2-1  | 1-1  | 4-0  | 2-2  | 2-1  |
| Grobničan Čavle      | 0-2  | 2-0  | –––– | 1-3  | 3-1  | 0-4  | 2-0  | 1-2  | 1-2  | 2-3  | 0-2  | 3-1  | 1-2  | 1-5  | 1-0  | 2-2  |
| Hrvace               | 2-1  | 3-1  | 8-3  | –––– | 3-0  | 3-1  | 3-2  | 0-3  | 1-1  | 4-0  | 1-4  | 1-0  | 6-2  | 3-2  | 1-0  | 3-1  |
| Hrvatski Dragovoljac | 1-1  | 2-2  | 0-1  | 1-2  | –––– | 0-0  | 0-1  | 1-3  | 2-1  | 5-1  | 0-2  | 0-0  | 4-0  | 0-2  | 0-1  | 1-1  |
| Jadran Ploče         | 2-3  | 2-2  | 2-1  | 0-6  | 4-1  | –––– | 1-0  | 2-0  | 4-1  | 4-1  | 1-0  | 0-3  | 4-1  | 2-0  | 2-0  | 4-0  |
| Jadran Poreč         | 0-1  | 2-5  | 0-1  | 1-3  | 0-1  | 0-5  | –––– | 1-0  | 4-4  | 1-2  | 1-2  | 0-0  | 2-1  | 1-1  | 1-2  | 1-2  |
| Karlovac             | 2-0  | 3-0  | 1-0  | 0-1  | 1-0  | 1-0  | 2-0  | –––– | 1-0  | 6-0  | 2-3  | 1-1  | 4-0  | 0-0  | 1-1  | 1-2  |
| Kustošija            | 2-0  | 1-0  | 2-2  | 4-2  | 2-1  | 2-3  | 3-1  | 0-0  | –––– | 3-0  | 2-1  | 1-3  | 2-1  | 0-0  | 4-0  | 2-1  |
| Marsonia             | 3-1  | 0-3  | 2-0  | 1-3  | 2-3  | 1-1  | 3-1  | 0-2  | 1-2  | –––– | 0-2  | 2-1  | 1-3  | 3-2  | 5-0  | 2-0  |
| Mladost Ždralovi     | 0-0  | 4-0  | 0-0  | 0-2  | 3-1  | 2-2  | 4-1  | 1-1  | 1-1  | 2-0  | –––– | 2-1  | 0-0  | 0-1  | 3-1  | 3-0  |
| Radnik Križevci      | 0-2  | 2-0  | 2-0  | 1-1  | 2-0  | 3-3  | 1-0  | 1-2  | 1-0  | 2-0  | 3-2  | –––– | 6-1  | 2-0  | 0-0  | 2-0  |
| Segesta              | 0-2  | 4-2  | 4-0  | 3-3  | 1-3  | 2-3  | 4-0  | 4-2  | 0-4  | 4-2  | 3-2  | 0-3  | –––– | 1-3  | 4-0  | 0-2  |
| Solin                | 3-1  | 7-0  | 2-1  | 1-0  | 1-0  | 2-1  | 6-0  | 0-1  | 3-0  | 2-1  | 1-3  | 4-1  | 0-1  | –––– | 1-0  | 2-0  |
| Trnje                | 2-2  | 1-0  | 0-1  | 0-0  | 3-1  | 2-2  | 3-1  | 0-4  | 1-1  | 5-0  | 1-2  | 4-5  | 2-2  | 3-1  | –––– | 3-2  |
| Uljanik              | 0-2  | 1-1  | 2-1  | 4-0  | 1-2  | 1-0  | 2-0  | 1-2  | 1-1  | 3-4  | 1-1  | 4-0  | 3-1  | 1-2  | 2-0  | –––– |

### Calendario
| Andata (1ª) | Andata (1ª) | 1ª giornata                      | Ritorno (16ª) | Ritorno (16ª) |
|             |             |                                  |               |               |
| 24 agosto   | 2-2         | Hrvatski dragovoljac - Dugo Selo | 2-0           | 22 febbraio   |
| 24 agosto   | 2-3         | Karlovac - Mladost Ždralovi      | 1-1           | 22 febbraio   |
| 24 agosto   | 2-1         | Jadran LP - Grobničan            | 4-0           | 22 febbraio   |
| 24 agosto   | 4-0         | Uljanik - Hrvace                 | 1-3           | 22 febbraio   |
| 24 agosto   | 2-0         | Bjelovar - Segesta               | 2-0           | 22 febbraio   |
| 24 agosto   | 1-1         | Trnje - Kustošija                | 0-4           | 22 febbraio   |
| 24 agosto   | 0-0         | Jadran Poreč - Radnik Križevci   | 0-1           | 22 febbraio   |
| 24 agosto   | 2-1         | Solin - Marsonia                 | 2-3           | 22 febbraio   |

| Andata (2ª) | Andata (2ª) | 2ª giornata                   | Ritorno (17ª) | Ritorno (17ª) |
|             |             |                               |               |               |
| 31 agosto   | 4-4         | Jadran Poreč - Kustošija      | 1-3           | 1° marzo      |
| 31 agosto   | 2-3         | Grobničan - Marsonia          | 0-2           | 1° marzo      |
| 31 agosto   | 2-0         | Radnik Križevci - Solin       | 1-4           | 1° marzo      |
| 31 agosto   | 3-1         | Mladost Ždralovi - Trnje      | 2-1           | 1° marzo      |
| 31 agosto   | 4-2         | Segesta - Karlovac            | 0-4           | 1° marzo      |
| 31 agosto   | 2-5         | Dugo Selo - Bjelovar          | 2-3           | 1° marzo      |
| 31 agosto   | 3-0         | Hrvace - Hrvatski dragovoljac | 2-1           | 1° marzo      |
| 31 agosto   | 4-0         | Jadran LP - Uljanik           | 0-1           | 1° marzo      |

| Andata (3ª) | Andata (3ª) | 3ª giornata                      | Ritorno (18ª) | Ritorno (18ª) |
|             |             |                                  |               |               |
| 7 settembre | 0-0         | Hrvatski dragovoljac - Jadran LP | 1-4           | 8 marzo       |
| 7 settembre | 2-1         | Uljanik - Grobničan              | 2-2           | 8 marzo       |
| 7 settembre | 3-2         | Bjelovar - Hrvace                | 1-2           | 8 marzo       |
| 7 settembre | 1-2         | Jadran Poreč - Mladost Ždralovi  | 1-4           | 8 marzo       |
| 7 settembre | 3-0         | Solin - Kustošija                | 0-0           | 8 marzo       |
| 7 settembre | 2-1         | Marsonia - Radnik Križevci       | 0-2           | 8 marzo       |
| 7 settembre | 3-0         | Karlovac - Dugo Selo             | 1-0           | 8 marzo       |
| 7 settembre | 2-2         | Trnje - Segesta                  | 0-4           | 8 marzo       |

| Andata (4ª)  | Andata (4ª) | 4ª giornata                    | Ritorno (19ª) | Ritorno (19ª) |
|              |             |                                |               |               |
| 14 settembre | 1-2         | Marsonia - Kustošija           | 0-3           | 15 marzo      |
| 14 settembre | 3-1         | Grobničan - Radnik Križevci    | 0-2           | 15 marzo      |
| 14 settembre | 0-1         | Mladost Ždralovi - Solin       | 3-1           | 15 marzo      |
| 14 settembre | 4-0         | Segesta - Jadran Poreč         | 1-2           | 15 marzo      |
| 14 settembre | 2-2         | Dugo Selo - Trnje              | 0-1           | 15 marzo      |
| 14 settembre | 0-3         | Hrvace - Karlovac              | 1-0           | 15 marzo      |
| 14 settembre | 2-3         | Jadran LP - Bjelovar           | 0-0           | 15 marzo      |
| 14 settembre | 1-2         | Uljanik - Hrvatski dragovoljac | 1-1           | 15 marzo      |

| Andata (5ª)  | Andata (5ª) | 5ª giornata                      | Ritorno (20ª) | Ritorno (20ª) |
|              |             |                                  |               |               |
| 21 settembre | 0-1         | Hrvatski dragovoljac - Grobničan | 1-3           | 22 marzo      |
| 21 settembre | 1-0         | Karlovac - Jadran LP             | 0-2           | 22 marzo      |
| 21 settembre | 0-0         | Bjelovar - Uljanik               | 2-0           | 22 marzo      |
| 21 settembre | 0-0         | Trnje - Hrvace                   | 0-1           | 22 marzo      |
| 21 settembre | 2-5         | Jadran Poreč - Dugo Selo         | 1-3           | 22 marzo      |
| 21 settembre | 0-1         | Solin - Segesta                  | 3-1           | 22 marzo      |
| 21 settembre | 0-2         | Marsonia - Mladost Ždralovi      | 0-2           | 22 marzo      |
| 21 settembre | 1-0         | Radnik Križevci - Kustošija      | 3-1           | 22 marzo      |

| Andata (6ª)  | Andata (6ª) | 6ª giornata                        | Ritorno (21ª) | Ritorno (21ª) |
|              |             |                                    |               |               |
| 28 settembre | 1-1         | Hrvatski dragovoljac - Bjelovar    | 3-1           | 29 marzo      |
| 28 settembre | 1-2         | Grobničan - Kustošija              | 2-2           | 29 marzo      |
| 28 settembre | 2-1         | Mladost Ždralovi - Radnik Križevci | 2-3           | 29 marzo      |
| 28 settembre | 4-2         | Segesta - Marsonia                 | 3-1           | 29 marzo      |
| 28 settembre | 4-0         | Dugo Selo - Solin                  | 0-7           | 29 marzo      |
| 28 settembre | 3-2         | Hrvace - Jadran Poreč              | 3-1           | 29 marzo      |
| 28 settembre | 2-0         | Jadran LP - Trnje                  | 2-2           | 29 marzo      |
| 28 settembre | 1-2         | Uljanik - Karlovac                 | 2-1           | 29 marzo      |

| Andata (7ª) | Andata (7ª) | 7ª giornata                     | Ritorno (22ª) | Ritorno (22ª) |
|             |             |                                 |               |               |
| 5 ottobre   | 1-1         | Mladost Ždralovi - Kustošija    | 1-2           | 5 aprile      |
| 5 ottobre   | 1-0         | Karlovac - Hrvatski dragovoljac | 3-1           | 5 aprile      |
| 5 ottobre   | 1-1         | Bjelovar - Grobničan            | 2-0           | 5 aprile      |
| 5 ottobre   | 3-2         | Trnje - Uljanik                 | 0-2           | 5 aprile      |
| 5 ottobre   | 0-5         | Jadran Poreč - Jadran LP        | 0-1           | 5 aprile      |
| 5 ottobre   | 1-0         | Solin - Hrvace                  | 2-3           | 5 aprile      |
| 5 ottobre   | 0-3         | Marsonia - Dugo Selo            | 0-4           | 5 aprile      |
| 5 ottobre   | 6-1         | Radnik Križevci - Segesta       | 3-0           | 5 aprile      |

| Andata (8ª) | Andata (8ª) | 8ª giornata                  | Ritorno (23ª) | Ritorno (23ª) |
|             |             |                              |               |               |
| 12 ottobre  | 0-1         | Hrvatski dragovoljac - Trnje | 1-3           | 12 aprile     |
| 12 ottobre  | 0-2         | Grobničan - Mladost Ždralovi | 0-0           | 12 aprile     |
| 12 ottobre  | 0-4         | Segesta - Kustošija          | 1-2           | 12 aprile     |
| 12 ottobre  | 2-1         | Dugo Selo - Radnik Križevci  | 0-2           | 12 aprile     |
| 12 ottobre  | 4-0         | Hrvace - Marsonia            | 3-1           | 12 aprile     |
| 12 ottobre  | 2-0         | Jadran LP - Solin            | 1-2           | 12 aprile     |
| 12 ottobre  | 2-0         | Uljanik - Jadran Poreč       | 2-1           | 12 aprile     |
| 12 ottobre  | 0-1         | Bjelovar - Karlovac          | 0-2           | 12 aprile     |

| Andata (9ª) | Andata (9ª) | 9ª giornata                         | Ritorno (24ª) | Ritorno (24ª) |
|             |             |                                     |               |               |
| 19 ottobre  | 1-0         | Kustošija - Dugo Selo               | 1-1           | 19 aprile     |
| 19 ottobre  | 1-0         | Karlovac - Grobničan                | 2-1           | 19 aprile     |
| 19 ottobre  | 2-2         | Trnje - Bjelovar                    | 3-2           | 19 aprile     |
| 19 ottobre  | 0-1         | Jadran Poreč - Hrvatski dragovoljac | 1-0           | 19 aprile     |
| 19 ottobre  | 2-0         | Solin - Uljanik                     | 2-1           | 19 aprile     |
| 19 ottobre  | 1-1         | Marsonia - Jadran LP                | 1-4           | 19 aprile     |
| 19 ottobre  | 1-1         | Radnik Križevci - Hrvace            | 0-1           | 19 aprile     |
| 19 ottobre  | 0-0         | Mladost Ždralovi - Segesta          | 2-3           | 19 aprile     |

| Andata (10ª) | Andata (10ª) | 10ª giornata                 | Ritorno (25ª) | Ritorno (25ª) |
|              |              |                              |               |               |
| 26 ottobre   | 0-2          | Hrvatski dragovoljac - Solin | 0-1           | 26 aprile     |
| 26 ottobre   | 1-1          | Karlovac - Trnje             | 4-0           | 26 aprile     |
| 26 ottobre   | 1-2          | Grobničan - Segesta          | 0-4           | 26 aprile     |
| 26 ottobre   | 2-3          | Dugo Selo - Mladost Ždralovi | 0-4           | 26 aprile     |
| 26 ottobre   | 1-1          | Hrvace - Kustošija           | 2-4           | 26 aprile     |
| 26 ottobre   | 0-3          | Jadran LP - Radnik Križevci  | 3-3           | 26 aprile     |
| 26 ottobre   | 3-4          | Uljanik - Marsonia           | 0-2           | 26 aprile     |
| 26 ottobre   | 7-2          | Bjelovar - Jadran Poreč      | 1-0           | 26 aprile     |

| Andata (11ª) | Andata (11ª) | 11ª giornata                    | Ritorno (26ª) | Ritorno (26ª) |
|              |              |                                 |               |               |
| 2 novembre   | 2-3          | Kustošija - Jadran LP           | 1-4           | 3 maggio      |
| 2 novembre   | 0-1          | Trnje - Grobničan               | 0-1           | 3 maggio      |
| 2 novembre   | 1-0          | Jadran Poreč - Karlovac         | 0-2           | 3 maggio      |
| 2 novembre   | 3-1          | Solin - Bjelovar                | 0-2           | 3 maggio      |
| 2 novembre   | 2-3          | Marsonia - Hrvatski dragovoljac | 1-5           | 3 maggio      |
| 2 novembre   | 2-0          | Radnik Križevci - Uljanik       | 0-4           | 3 maggio      |
| 2 novembre   | 0-2          | Mladost Ždralovi - Hrvace       | 4-1           | 3 maggio      |
| 2 novembre   | 4-2          | Segesta - Dugo Selo             | 1-1           | 3 maggio      |

| Andata (12ª) | Andata (12ª) | 12ª giornata                           | Ritorno (27ª) | Ritorno (27ª) |
|              |              |                                        |               |               |
| 9 novembre   | 0-0          | Hrvatski dragovoljac - Radnik Križevci | 0-2           | 10 maggio     |
| 9 novembre   | 0-0          | Karlovac - Solin                       | 1-0           | 10 maggio     |
| 9 novembre   | 2-0          | Grobničan - Dugo Selo                  | 1-4           | 10 maggio     |
| 9 novembre   | 6-2          | Hrvace - Segesta                       | 3-3           | 10 maggio     |
| 9 novembre   | 1-0          | Jadran LP - Mladost Ždralovi           | 2-2           | 10 maggio     |
| 9 novembre   | 1-1          | Uljanik - Kustošija                    | 1-2           | 10 maggio     |
| 9 novembre   | 4-0          | Bjelovar - Marsonia                    | 1-3           | 10 maggio     |
| 9 novembre   | 3-1          | Trnje - Jadran Poreč                   | 2-1           | 10 maggio     |

| Andata (13ª) | Andata (13ª) | 13ª giornata                     | Ritorno (28ª) | Ritorno (28ª) |
|              |              |                                  |               |               |
| 16 novembre  | 2-1          | Kustošija - Hrvatski dragovoljac | 1-2           | 17 maggio     |
| 16 novembre  | 0-1          | Jadran Poreč - Grobničan         | 0-2           | 17 maggio     |
| 16 novembre  | 1-0          | Solin - Trnje                    | 1-3           | 17 maggio     |
| 16 novembre  | 0-2          | Marsonia - Karlovac              | 0-6           | 17 maggio     |
| 16 novembre  | 0-2          | Radnik Križevci - Bjelovar       | 1-2           | 17 maggio     |
| 16 novembre  | 1-1          | Uljanik - Mladost Ždralovi       | 0-3           | 17 maggio     |
| 16 novembre  | 2-3          | Segesta - Jadran LP              | 1-4           | 17 maggio     |
| 16 novembre  | 0-1          | Dugo Selo - Hrvace               | 1-3           | 17 maggio     |

| Andata (14ª) | Andata (14ª) | 14ª giornata                            | Ritorno (29ª) | Ritorno (29ª) |
|              |              |                                         |               |               |
| 23 novembre  | 0-2          | Hrvatski dragovoljac - Mladost Ždralovi | 1-3           | 24 maggio     |
| 23 novembre  | 1-1          | Karlovac - Radnik Križevci              | 2-1           | 24 maggio     |
| 23 novembre  | 1-3          | Grobničan - Hrvace                      | 3-8           | 24 maggio     |
| 23 novembre  | 2-2          | Jadran LP - Dugo Selo                   | 3-0           | 24 maggio     |
| 23 novembre  | 3-1          | Uljanik - Segesta                       | 2-0           | 24 maggio     |
| 23 novembre  | 3-2          | Bjelovar - Kustošija                    | 0-2           | 24 maggio     |
| 23 novembre  | 5-0          | Trnje - Marsonia                        | 0-5           | 24 maggio     |
| 23 novembre  | 1-1          | Jadran Poreč - Solin                    | 0-6           | 24 maggio     |

| \| Andata (15ª) \| Andata (15ª) \| 15ª giornata \| Ritorno (30ª) \| Ritorno (30ª) \| \| \| \| \| \| \| \| 30 novembre \| 0-0 \| Kustošija - Karlovac \| 0-1 \| 31 maggio \| \| 30 novembre \| 2-1 \| Solin - Grobničan \| 5-1 \| 31 maggio \| \| 30 novembre \| 3-1 \| Marsonia - Jadran Poreč \| 2-1 \| 31 maggio \| \| 30 novembre \| 0-0 \| Radnik Križevci - Trnje \| 5-4 \| 31 maggio \| \| 30 novembre \| 0-0 \| Mladost Ždralovi - Bjelovar \| 1-3 \| 31 maggio \| \| 30 novembre \| 1-3 \| Segesta - Hrvatski dragovoljac \| 0-4 \| 31 maggio \| \| 30 novembre \| 2-1 \| Dugo Selo - Uljanik \| 1-1 \| 31 maggio \| \| 30 novembre \| 3-1 \| Hrvace - Jadran LP \| 6-0 \| 31 maggio \| |              |                                |               |               |
| Andata (15ª) | Andata (15ª) | 15ª giornata                   | Ritorno (30ª) | Ritorno (30ª) |
| |              |                                |               |               |
| 30 novembre | 0-0          | Kustošija - Karlovac           | 0-1           | 31 maggio     |
| 30 novembre | 2-1          | Solin - Grobničan              | 5-1           | 31 maggio     |
| 30 novembre | 3-1          | Marsonia - Jadran Poreč        | 2-1           | 31 maggio     |
| 30 novembre | 0-0          | Radnik Križevci - Trnje        | 5-4           | 31 maggio     |
| 30 novembre | 0-0          | Mladost Ždralovi - Bjelovar    | 1-3           | 31 maggio     |
| 30 novembre | 1-3          | Segesta - Hrvatski dragovoljac | 0-4           | 31 maggio     |
| 30 novembre | 2-1          | Dugo Selo - Uljanik            | 1-1           | 31 maggio     |
| 30 novembre | 3-1          | Hrvace - Jadran LP             | 6-0           | 31 maggio     |

## Classifica marcatori
| Pos.                       | Giocatore                          | Club                     | Reti |
| -------------------------- | ---------------------------------- | ------------------------ | ---- |
| 1                          | Ivan Matjaž                        | Karlovac                 | 25   |
| 2                          | Marko Žuljević                     | Marsonia 1909 / Karlovac | 21   |
| 2                          | Krešimir Luetić                    | Jadran Ploče             | 21   |
| 4                          | Nikola Marić                       | Mladost Ždralovi         | 20   |
| 5                          | Marko Guja                         | Kustošija                | 16   |
| 6                          | Ivan Smojvir                       | Hrvace                   | 14   |
| 7                          | Samid Eniafe Oluwatimilehin Akanni | Bjelovar                 | 13   |
| 8                          | Dino Kapitanović                   | Bjelovar                 | 12   |
| 9                          | Luka Nižić                         | Jadran Ploče             | 11   |
| 9                          | Josip Maganjić                     | Hrvace                   | 11   |
| 9                          | Tonći Kukoč-Petraello              | Segesta                  | 11   |
| Fonte: SuperSport Druga NL |                                    |                          |      |

## Qualificazioni

### Per la 1. NL
Non disputate poiché ininfluenti

### Per la 2. NL
Non disputate poiché ininfluenti